# Tabernaswoestijn

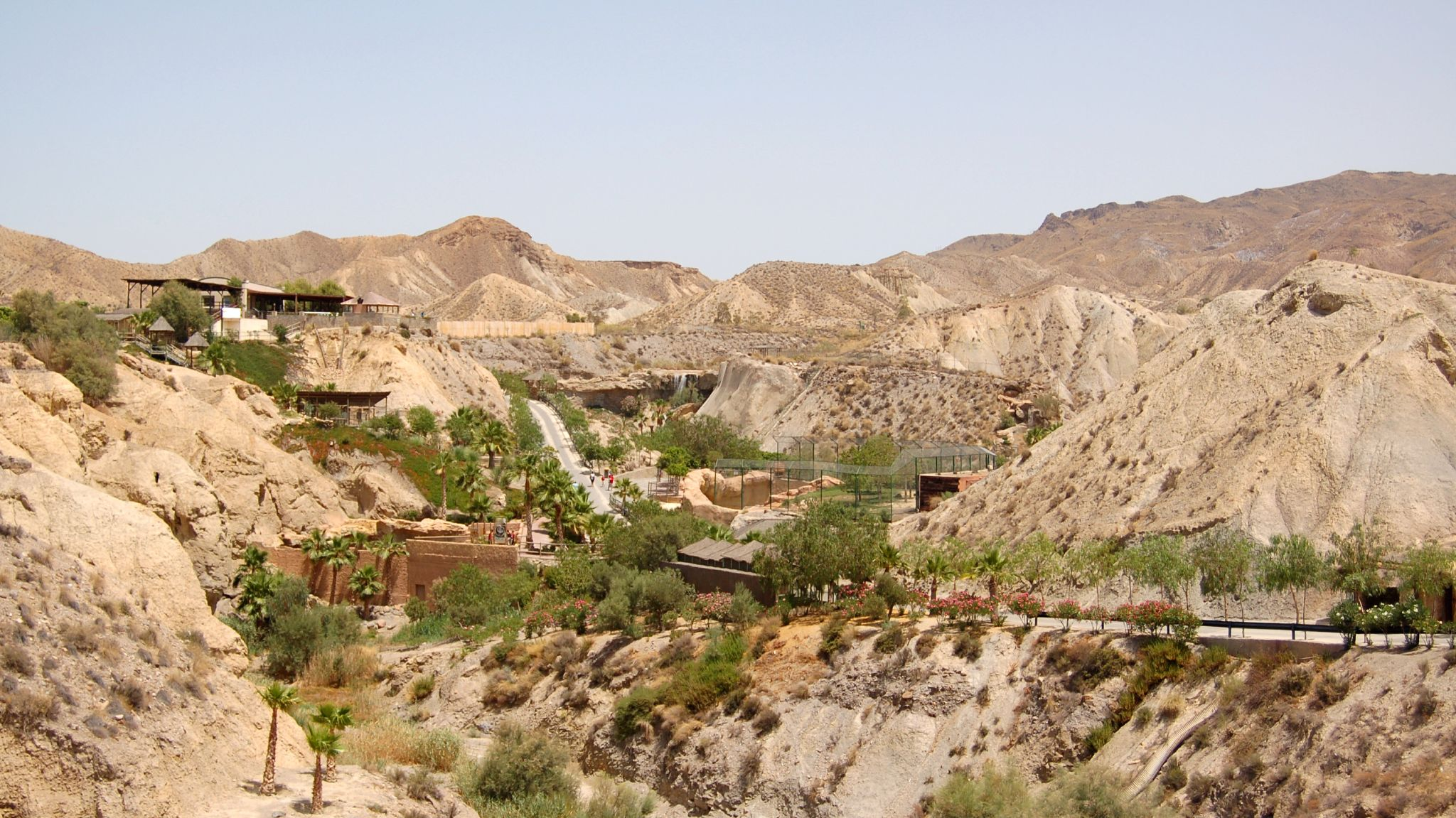
Themapark in de Tabernaswoestijn

De Tabernaswoestijn (Spaans: Desierto de Tabernas) is een halfwoestijn in de Spaanse provincie Almería. De woestijn is een beschermd natuurgebied van 280 km².

## Klimaat

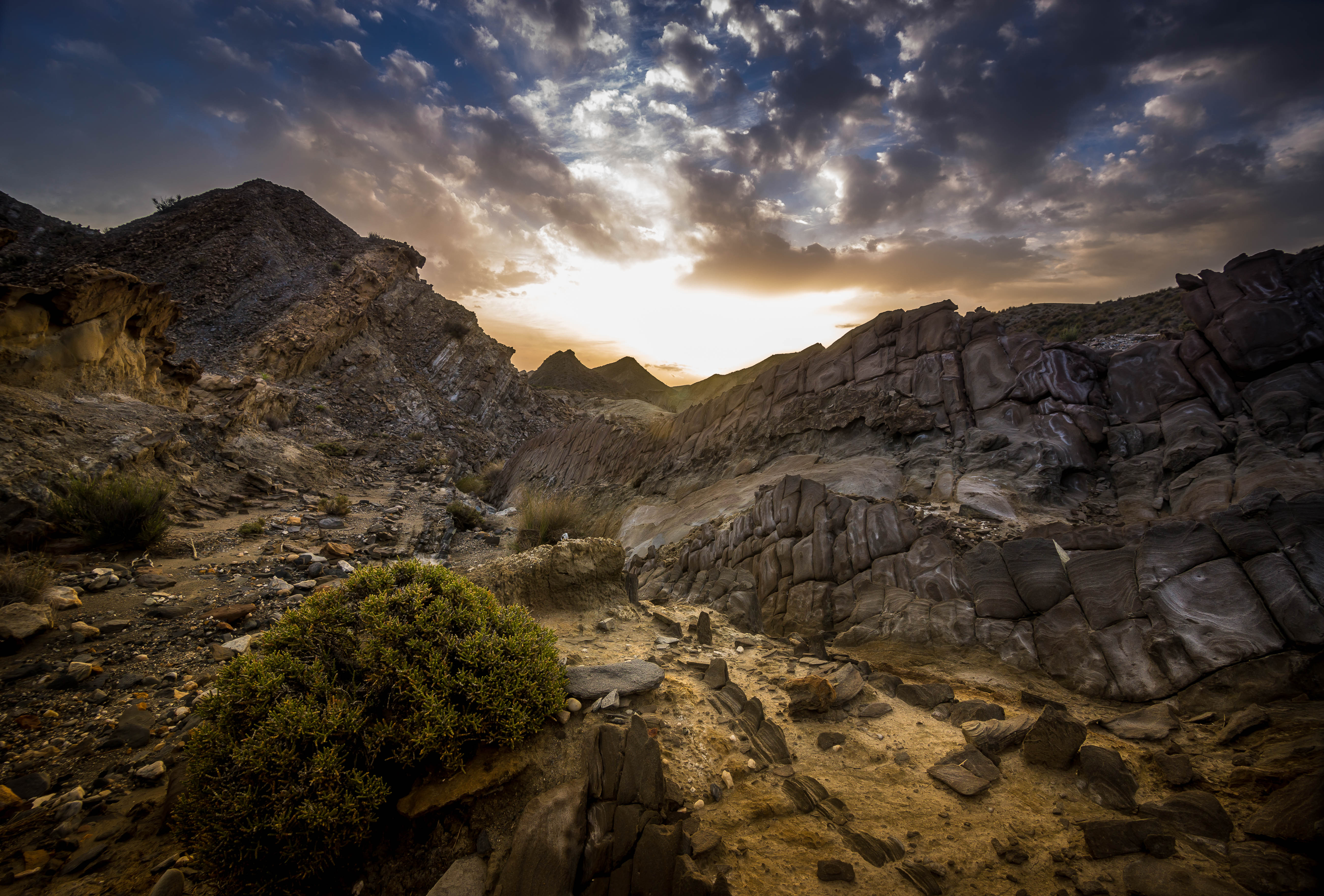
Tabernaswoestijn

Het droge klimaat van de woestijn wordt veroorzaakt door de ligging van bergketens rondom de Tabernaswoestijn: ten gevolge van stijgingsregens slaat de waterdamp in de lucht op deze ketens neer en bereikt de woestijn niet. Ten noorden van de woestijn ligt de Sierra de los Filabres en ten zuiden van de woestijn ligt de Sierra de Alhamilla. Verder weg liggen de Sierra Nevada en de Sierra Gador.
De zon schijnt ongeveer 3000 uren per jaar (waarbij 12*365=4380 uur per jaar het hoogst mogelijke is) en dat is ongekend veel in Europa, aangezien er maar weinig plaatsen zijn waar de zon in Europa meer dan 3000 uur per jaar schijnt.

### Neerslag
Naargelang de plaats valt er 64 tot 240 mm neerslag per jaar en deze neerslag valt zeer geconcentreerd, gemiddeld in niet meer dan 4 dagen per jaar. Volgens de droogte-index van de klimaatclassificatie van Köppen hebben delen van de Tabernaswoestijn (waar er meer dan 218 mm per jaar valt) hierdoor eigenlijk een halfwoestijnklimaat en geen woestijnklimaat. Dit komt doordat de regen gemiddeld gezien in het winterhalfjaar valt en er dan in die tijd door de lagere stand van de zon minder verdamping van de gevallen neerslag plaatsvindt. Dit heeft tot gevolg dat er in de Tabernaswoestijn wel meer vegetatie aanwezig is dan in een echte woestijn (zie het kopje vegetatie).

## Vegetatie
De Tabernaswoestijn bezit, hoewel het er erg droog is, een behoorlijk aantal verschillende soorten xerofyten. Een aantal van deze planten komt zelfs alleen maar voor in de Tabernaswoestijn. Vetplanten zijn voorbeelden van xerofyten en een aantal vetplanten floreert goed in de Tabernaswoestijn, met name de planten in het geslacht opuntia.

## Geologie en fysische geografie
Geologisch en fysisch geografisch gezien is de Tabernaswoestijn een van de interessantste plekken in Europa, omdat deze woestijn duidelijk processen zoals natuurlijke verwoestijning en erosie laat zien.

## Films

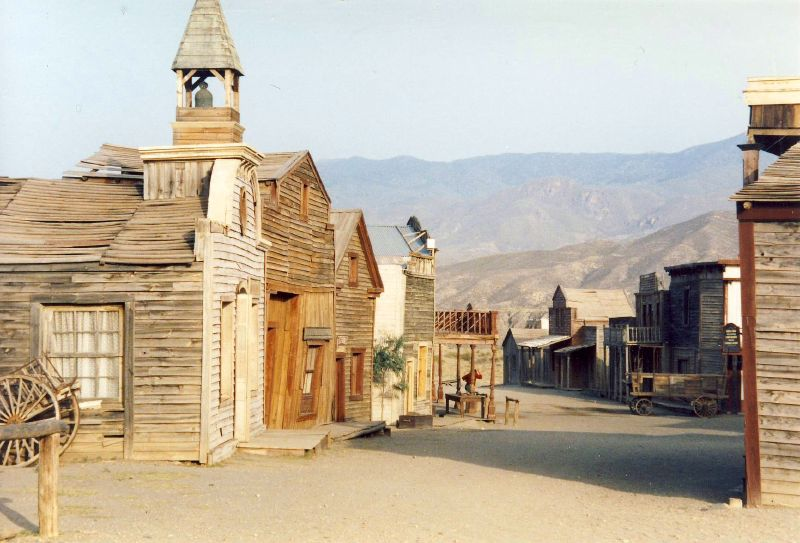
Filmlocatie in de Tabernaswoestijn

In deze woestijn is een aantal spaghettiwesterns opgenomen, zoals de bekende trilogie A Fistful of Dollars, For a Few Dollars More  en  The Good, the Bad and the Ugly. Ook voor de serie Vis a vis: El Oasis zijn enkele scenes in de Tabernawoestijn opgenomen.